# Kimja (hameau)
Kimja (en russe : Ки́мжа) est un hameau russe situé dans le raïon de Mezen dans le nord-est de l'oblast d'Arkhangelsk. Il fait partie du Nord russe, et sa population s'élevait à 134 habitants en 2012.

## Géographie
Kimja est située dans l'ouest de l'oblast d'Arkhangelsk, un sujet de Russie européenne qui fait partie du district fédéral du Nord-Ouest. La localité se trouve dans le centre-sud du raïon de Mezen, une des raïons de l'oblast. Le hameau se trouve à environ 35 kilomètres au nord du centre administratif du raïon, la ville de Mezen.
De 2004 jusqu'à la suppression des municipalités du raïon en 2022, le hameau faisait partie de la municipalité du Kenozero,.
Kimja, comme tout l'oblast d'Arkhangelsk, est située dans le fuseau horaire MSK (heure de Moscou). Le décalage horaire appliqué par rapport au temps universel coordonné est +03:00.

## Démographie
Recensements (*) ou estimations de la population,,,:
En 2002, la population était à 100 % composée de Russes.
| 1623 | 1648 | 1678 | 1861 |
| ---- | ---- | ---- | ---- |
| 23   | 10   | 27   | 345  |

| 1888 | 1920 | 1926* | 1939* |
| ---- | ---- | ----- | ----- |
| 464  | 566  | 760   | 580   |

| 2002* | 2010* | 2012 | - |
| ----- | ----- | ---- | - |
| 147   | 99    | 134  | - |